# Puchar Polski w piłce siatkowej mężczyzn (1935)
Puchar Polski w piłce siatkowej mężczyzn 1935 (Puchar PZGS) – 4. sezon rozgrywek o siatkarski Puchar Polski, zwany także zimowymi mistrzostwami Polski. W turnieju mogły wziąć udział drużyny, które zwyciężyły w eliminacjach okręgowych.

## Rozgrywki
Uczestniczące w rozgrywkach drużyny zostały podzielone na dwie grupy, z których do finału kwalifikowały się po dwa zespoły. W grupach i w finale grano systemem każda drużyna z każdą.
- Grupa I: Cracovia, Strzelec Lublin, Absolwenci Łódź, Gryf Toruń.

 Wyniki grupy I 
| Data       | Drużyna 1       | Wynik | Drużyna 2       | Sety               |
| ---------- | --------------- | ----- | --------------- | ------------------ |
| 09.03.1935 | Absolwenci Łódź | 2:1   | Strzelec Lublin | 8:15, 15:13, 15:10 |
| 09.03.1935 | Cracovia        | 2:0   | Gryf Toruń      | 15:3, 15:5         |
|            |                 |       |                 |                    |
| 09.03.1935 | Absolwenci Łódź | 2:1   | Gryf Toruń      | 15:8, 10:15, 15:13 |
| 09.03.1935 | Cracovia        | 2:0   | Strzelec Lublin | 15:8, 15:3         |
|            |                 |       |                 |                    |
| 09.03.1935 | Strzelec Lublin | 2:0   | Gryf Toruń      | 15:4, 15:8         |
| 09.03.1935 | Cracovia        | 2:0   | Absolwenci Łódź | 15:10, 15:5        |

- Grupa II: AZS Warszawa, Ognisko Wilno, Strzelec Bystra

 Wyniki grupy II
| Data       | Drużyna 1     | Wynik | Drużyna 2       | Sety        |
| ---------- | ------------- | ----- | --------------- | ----------- |
| 09.03.1935 | AZS Warszawa  | 2:0   | Ognisko Wilno   | 15:8, 15:12 |
| 09.03.1935 | AZS Warszawa  | 2:0   | Strzelec Bystra | 15:1, 15:4  |
| 09.03.1935 | Ognisko Wilno | 2:0   | Strzelec Bystra | 15:8, 15:2  |

 Wyniki  fazy finałowej 
| Data       | Drużyna 1     | Wynik | Drużyna 2       | Sety                |
| ---------- | ------------- | ----- | --------------- | ------------------- |
| 10.03.1935 | AZS Warszawa  | 2:0   | Absolwenci Łódź | 15:5, 15:12         |
| 10.03.1935 | Cracovia      | 2:0   | Ognisko Wilno   | 15:13 15:7          |
|            |               |       |                 |                     |
| 10.03.1935 | Ognisko Wilno | 2:0   | Absolwenci Łódź | 15:4, 15:9          |
| 10.03.1935 | AZS Warszawa  | 2:1   | Ognisko Wilno   | 11:15, 17:15, 15:12 |
|            |               |       |                 |                     |
| 10.03.1935 | Cracovia      | 2:1   | Absolwenci Łódź | 15:7, 14:16, 15:3   |
| 10.03.1935 | Cracovia      | 2:0   | AZS Warszawa    | 15:5, 15:11         |

Mecz o 5 miejsce
| Data       | Drużyna 1       | Wynik | Drużyna 2       | Sety       |
| ---------- | --------------- | ----- | --------------- | ---------- |
| 10.03.1935 | Strzelec Lublin | 2:0   | Strzelec Bystra | 15:2, 15:1 |

## Skład zdobywcy pucharu Polski
Skład drużyny Cracovii: Skucha, W. Stefaniuk, J. Seifert, J. Lubowiecki, E. Dudek, J. Filipkiewicz, B. Pisz.

## Klasyfikacja końcowa
| Miejsce | Drużyna         |
| ------- | --------------- |
| złoto   | Cracovia        |
| 2.      | AZS Warszawa    |
| 3.      | Ognisko Wilno   |
| 4.      | Absolwenci Łódź |
| 5.      | Strzelec Lublin |
| 6.      | Strzelec Bystra |
| 7.      | Gryf Toruń      |